# USS LSM-60
USS LSM-60은 제2차 세계 대전 시대의 중형 상륙함 (LSM) 미국 해군의 강습상륙함이었다. 이 함선은 크로스로드 작전 베이커 실험 중 수중에서 핵분열 폭탄을 매달기 위한 부유물로 사용되어 핵무기를 배치한 최초의 해군 함선이 되었다는 점에서 주목할 만하다.

## 제2차 세계 대전 복무
LSM-60의 용골은 1944년 7월 7일에 놓였고 7월 29일에 진수되었다. 이 함선은 8월 25일에 취역했다.
LSM-60은 이오지마 상륙 작전에 참가하여 전투성 하나를 획득했다.

## 크로스로드 작전 "그라운드 제로"

크로스로드 작전 베이커 테스트의 일환으로 파괴되는 LSM-60

1946년, 미국은 선박에 대한 핵폭발 효과를 측정하기 위해 설계된 최초의 핵무기 실험인 크로스로드 작전을 수행했다. 이 실험의 두 번째 폭발인 베이커는 수중 핵폭발이 수상함과 잠수함에 미치는 영향을 테스트하기 위해 설계되었다.
LSM-60은 화물 갑판과 선체를 관통하는 우물, 우물을 통해 폭탄을 내리는 데릭, 폭발 신호를 수신하는 대형 안테나로 개조되었다. 7월 25일, 방수 케이싱에 넣어지고 헬렌 오브 비키니(Helen of Bikini)라는 별명이 붙은 표준 Mk. 3A "팻 맨"형 원자 폭탄이 마셜 제도의 비키니 환초 석호에서 LSM-60 아래 90피트에 매달렸다. 현지 시간 08시 35분에 폭탄이 폭발하여 LSM-60과 USS 새러토가를 포함한 8척의 표적함이 파괴되었다. 현장에 있던 한 수병은 "LSM-60의 식별 가능한 조각은 전혀 발견되지 않았다"고 주장했지만, 현장에 있던 영국 해군 설계자는 나중에 표적함 갑판에서 3-인치 (7.6 cm) 정사각형 크기의 LSM-60 조각을 보았다고 보고했다.